# Toxomerus boscii
Toxomerus boscii är en tvåvingeart som beskrevs av Macquart 1842. Toxomerus boscii ingår i släktet Toxomerus och familjen blomflugor. Inga underarter finns listade i Catalogue of Life.

## Bildgalleri

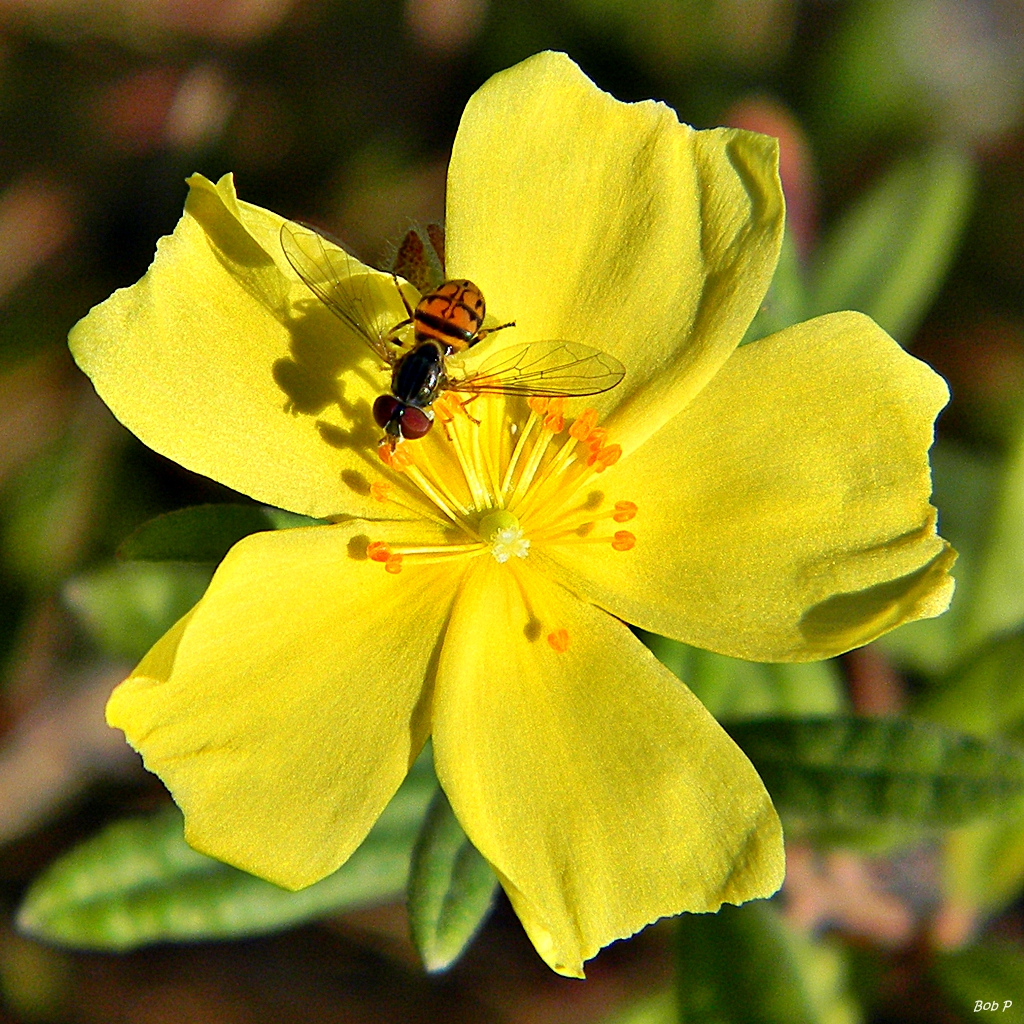
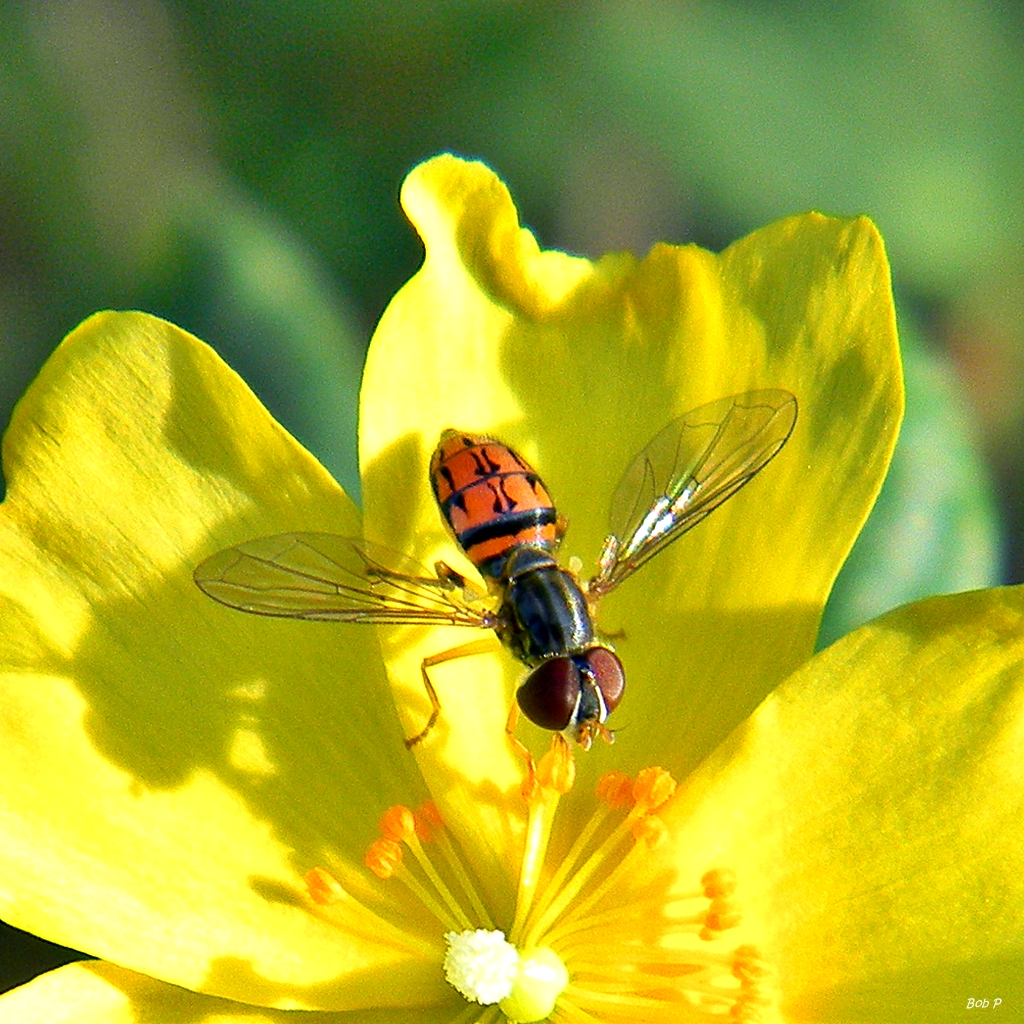